# Championnat Matchroom de snooker professionnel
Le championnat Matchroom de snooker professionnel est un tournoi de snooker sur invitation créé en 1986 et disparu en 1988 réservé aux joueurs professionnels.

## Histoire
Organisé par Matchroom Sport au Cliffs Pavilion de Southend-on-Sea, 6 à 8 joueurs s'affrontent dans un tableau à élimination directe. Willie Thorne remporte la première édition, suivi par Dennis Taylor en 1987 et par Steve Davis en 1988.

## Palmarès
| Année                                            | Lieu                                             | Vainqueur                                        | Finaliste                                        | Score                                            | Saison                                           |
| Championnat Matchroom professionnel (non classé) | Championnat Matchroom professionnel (non classé) | Championnat Matchroom professionnel (non classé) | Championnat Matchroom professionnel (non classé) | Championnat Matchroom professionnel (non classé) | Championnat Matchroom professionnel (non classé) |
| ------------------------------------------------ | ------------------------------------------------ | ------------------------------------------------ | ------------------------------------------------ | ------------------------------------------------ | ------------------------------------------------ |
| 1986                                             | Southend-on-Sea                                  | Willie Thorne                                    | Steve Davis                                      | 10-9                                             | 1986-1987                                        |
| 1987                                             | Southend-on-Sea                                  | Dennis Taylor                                    | Willie Thorne                                    | 10-3                                             | 1987-1988                                        |
| 1988                                             | Southend-on-Sea                                  | Steve Davis                                      | Dennis Taylor                                    | 10-7                                             | 1988-1989                                        |